# Vernio
Vernio is een gemeente in de Italiaanse provincie Prato (regio Toscane) en telt 5861 inwoners (31-12-2004). De oppervlakte bedraagt 63,3 km², de bevolkingsdichtheid is 93 inwoners per km².
De volgende frazioni maken deel uit van de gemeente: Sant'Ippolito, San Quirico, Montepiano en Mercatale Vernio.

## Demografie
Vernio telt ongeveer 2470 huishoudens. Het aantal inwoners steeg in de periode 1991-2001 met 1,3% volgens cijfers uit de tienjaarlijkse volkstellingen van ISTAT.
| Jaar | Inwoneraantal |
| ---- | ------------- |
| 1991 | 5464          |
| 2001 | 5535          |

## Geografie
De gemeente ligt op ongeveer 278 meter boven zeeniveau.
Vernio grenst aan de volgende gemeenten: Barberino di Mugello (FI), Camugnano (BO), Cantagallo en Castiglione dei Pepoli (BO).

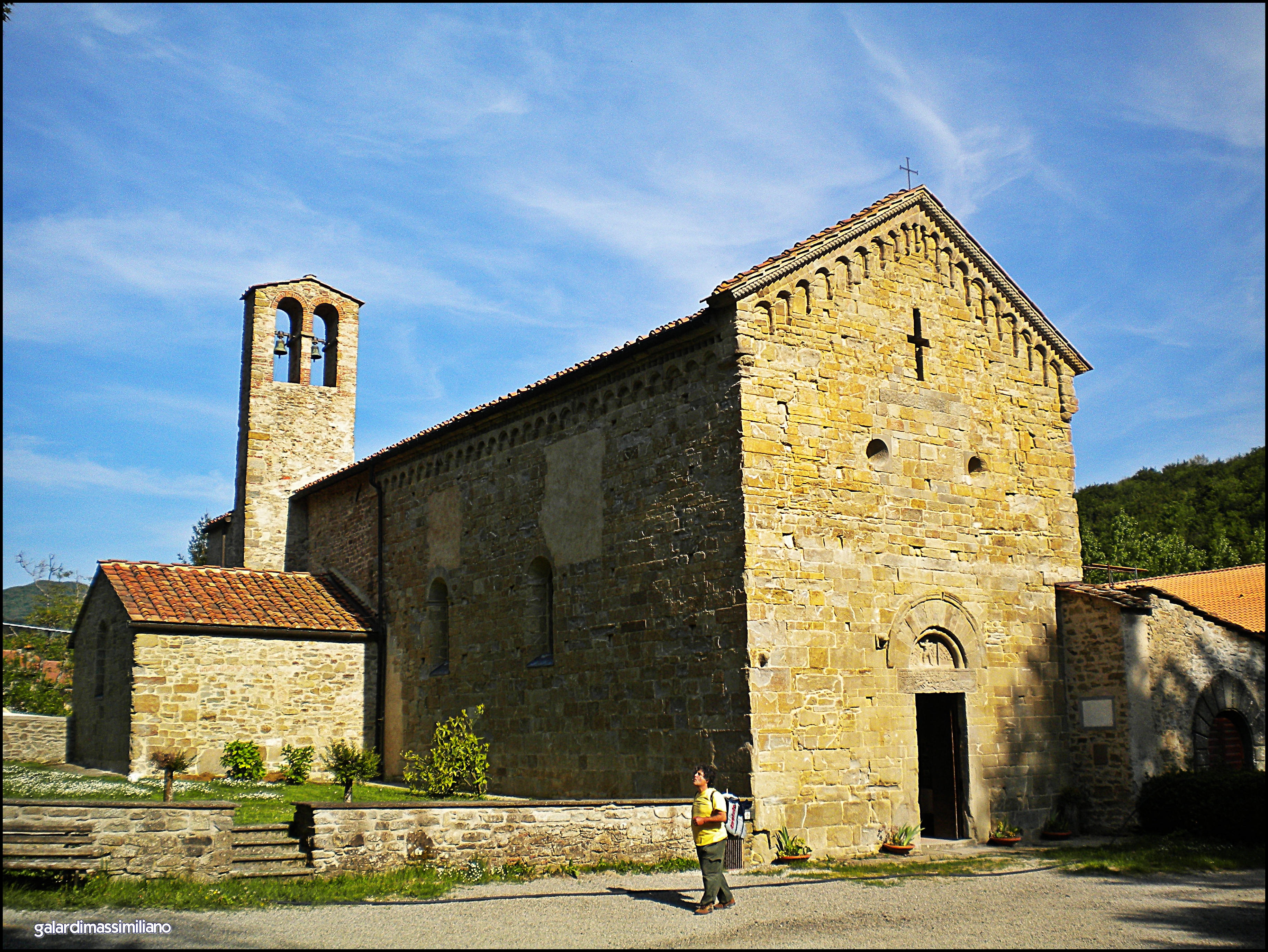
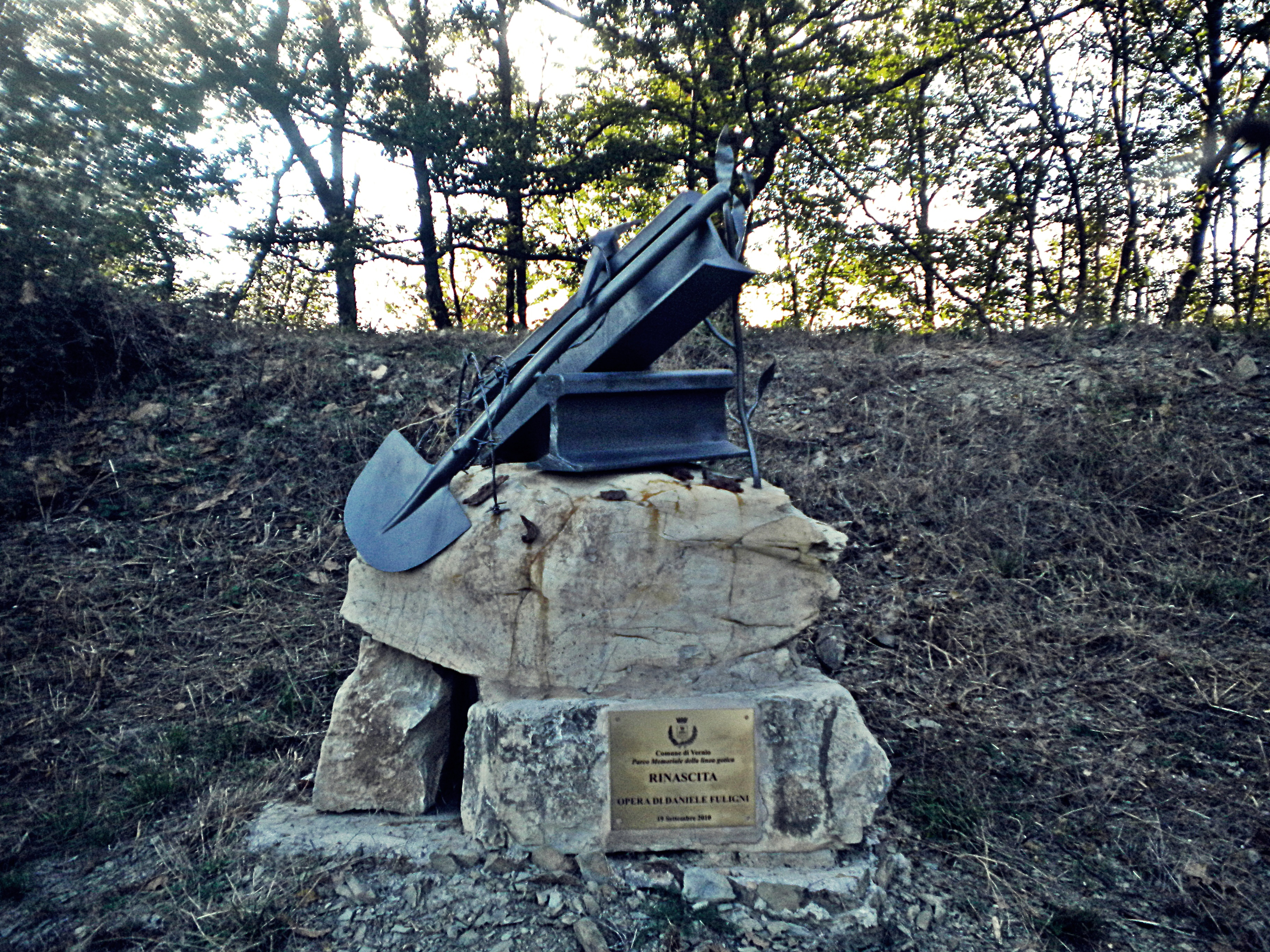
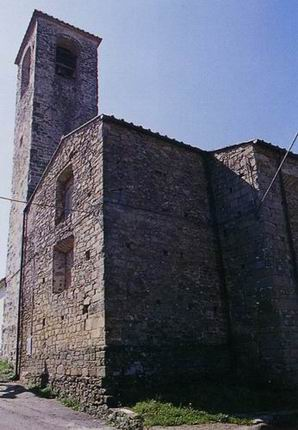

Cantagallo · Carmignano · Montemurlo · Poggio a Caiano · Prato · Vaiano · Vernio
1. ↑  https://demo.istat.it/?l=it.